# Kongorot
Kongorot (systematische Bezeichnung nach Colour Index Direct Red 28) gehört, wie auch Methylorange und Methylrot, zur Gruppe der Azofarbstoffe und wird unter anderem als pH-Indikator verwendet. Die Farbe von Kongorot schlägt bei pH 3,0 bis 5,2 von Blauviolett nach Rotorange um. Es eignet sich daher als Indikator für die Säure-Base-Titration.
Die Strukturformel zeigt Kongorot als Dinatriumsalz, bei dem beide Sulfonsäuregruppen (–SO3H) deprotoniert vorliegen. Die Werte der Tabelle beziehen sich ebenfalls auf das Salz.

## Geschichte
Kongorot war der erste Direktfarbstoff, der als solcher erkannt wurde, und wurde 1883 von Paul Böttiger entwickelt, der zu dieser Zeit bei den Friedrich-Bayer-Werken angestellt war. Da Bayer kein Interesse an dem neuen Farbstoff zeigte und Böttiger das Unternehmen verließ, patentierte er die Verbindung selbst, und bot sie erst Bayer, dann der BASF und später Hoechst an, welche aber alle ablehnten. Schließlich verkaufte er das Patent an Agfa, die später ein Kartell mit Bayer einging. Ein 1889 begonnener Patentprozess um Kongorot in Berlin führte das Patentmerkmal des technischen Effekts (in diesem Fall die Eigenschaft der Direktfärbung) ein.
Der Name Kongorot wurde 1885 durch die Agfa (damals in Berlin) aus Marketinggründen
eingeführt. Der historische Hintergrund ist vermutlich, dass in Berlin gerade die
Kongokonferenz zu Ende gegangen war und daher der Begriff Kongo in aller Munde war.

## Darstellung
Kongorot erhält man durch Tetrazotierung von Benzidin und Kupplung auf 4-Aminonaphthalin-1-sulfonsäure.

## Eigenschaften
Die Farbe von Kongorot schlägt bei einem pH-Wert von 3,0 bis 5,2 von Blauviolett nach Rot um. Im Fotometer zeigt sich ein Absorptionsmaximum bei ca. 500 nm (pH > 6) bzw. 647 nm und 590 nm (pH < 3).

Absorptionsspektrum von Kongorot
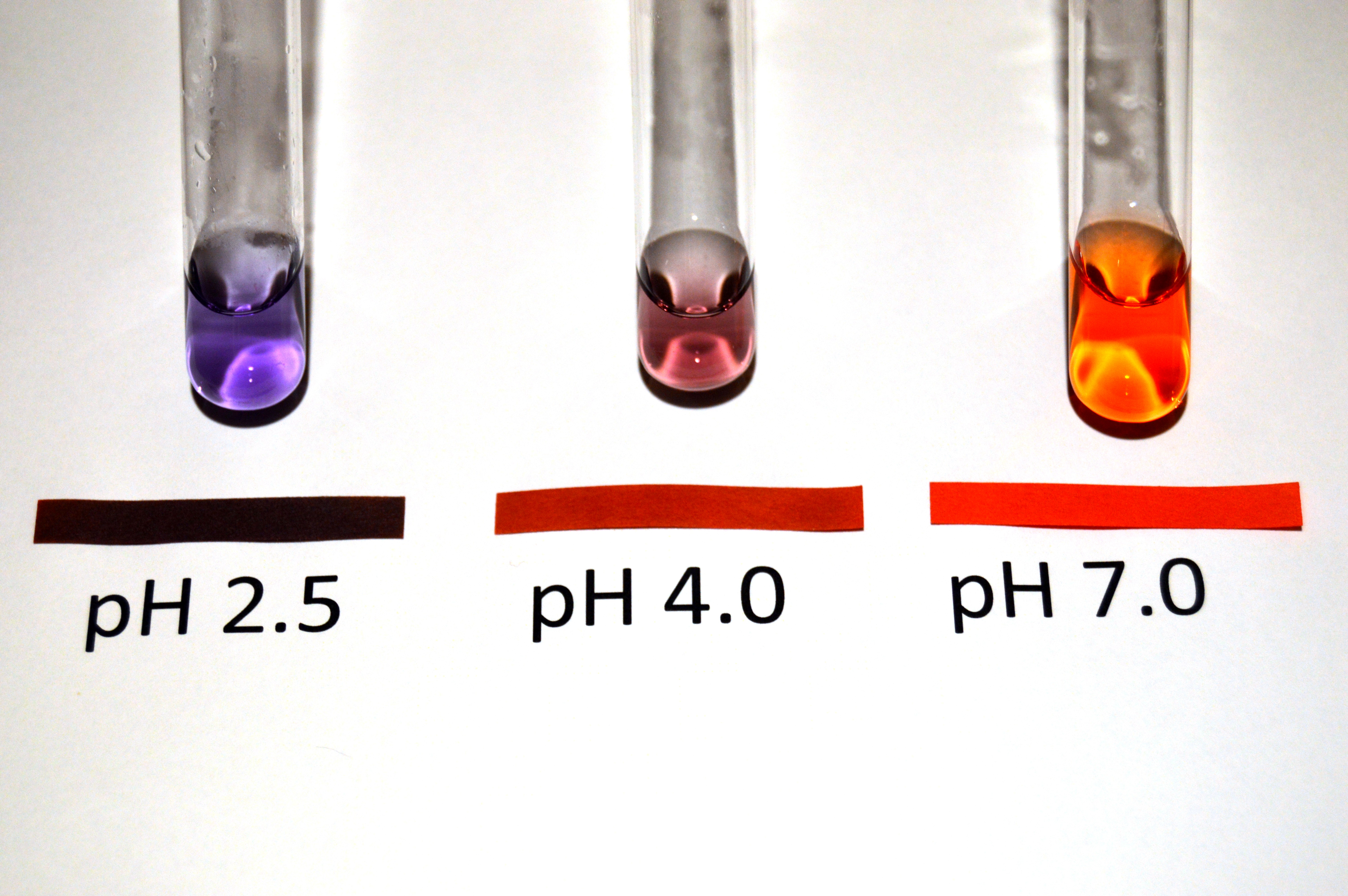
Kongorot und Kongopapier bei drei verschiedenen pH-Werten

## Verwendung
Als Kongopapier bezeichnet man ein Indikatorpapier ähnlich dem Lackmuspapier. Es zeigt einen Farbumschlag von Rot nach Blau bei abnehmendem pH-Wert von 5,0 bis 3,0. Es dient speziell zum Nachweis von Milchsäure, z. B. in Bakterienkulturen (Kolibakterien), zur Neutralisationsanalyse sowie zum Nachweis von Säuren, etwa freier Salzsäure.
In der Biologie wird Kongorot z. B. bei Fütterungsversuchen verwendet. Einzeller werden mit Hefen, die mit Kongorot gefärbt wurden, gefüttert, wobei man die Aufnahme der Nahrung und die enzymatische Verdauung beobachten kann.
In der Pathologie dient Kongorot zur Darstellung von Amyloidablagerungen, die auf eine Amyloidose hinweisen.
In der Mykologie ist Kongorot ein Färbereagenz zum Anfärben von Pilzhyphen. Es wird als wässrige Lösung in Verbindung mit Ammoniak oder Natriumdodecylsulfat (SDS) eingesetzt.

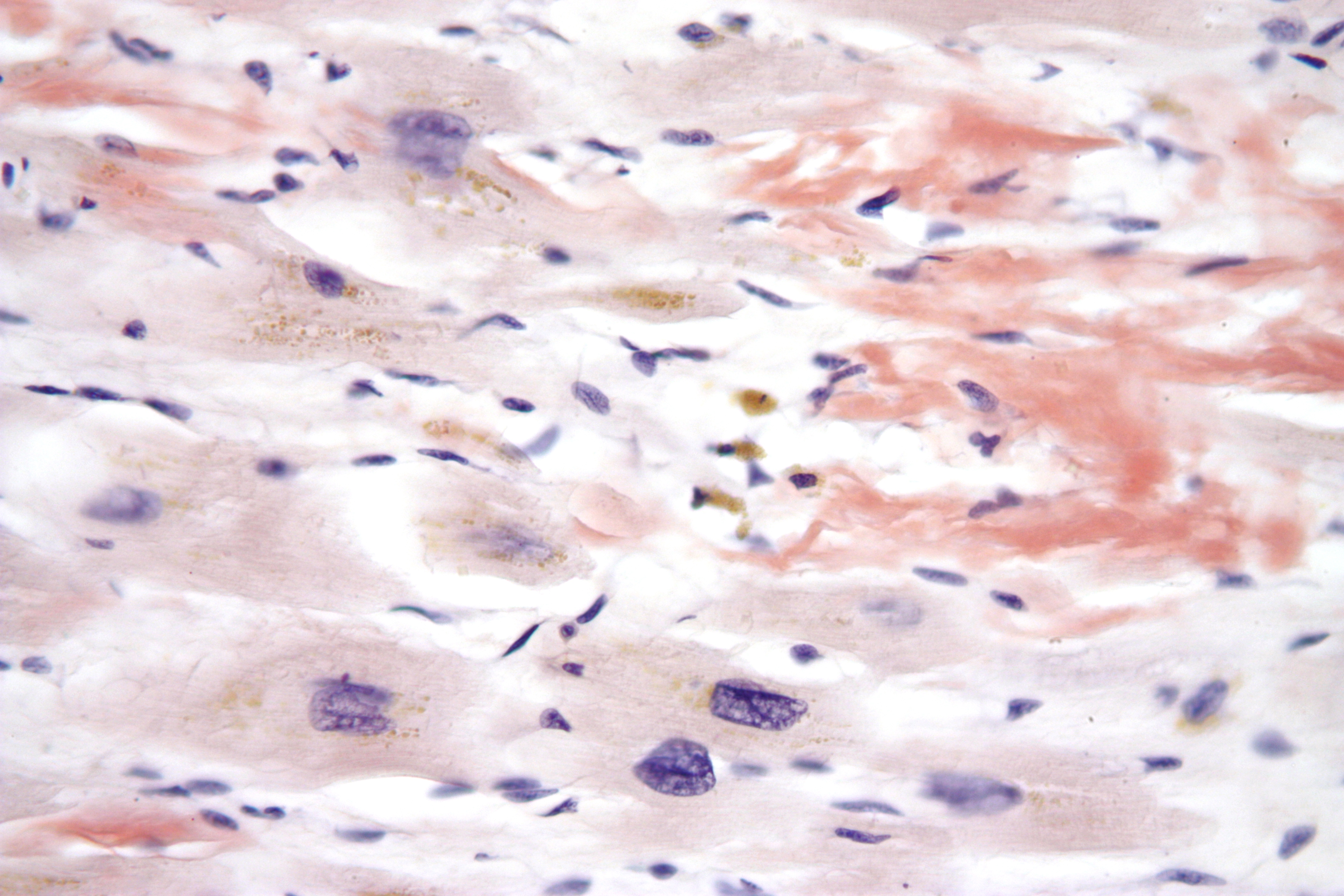
Anfärbung von Amyloid bei einer kardialen Amyloidose
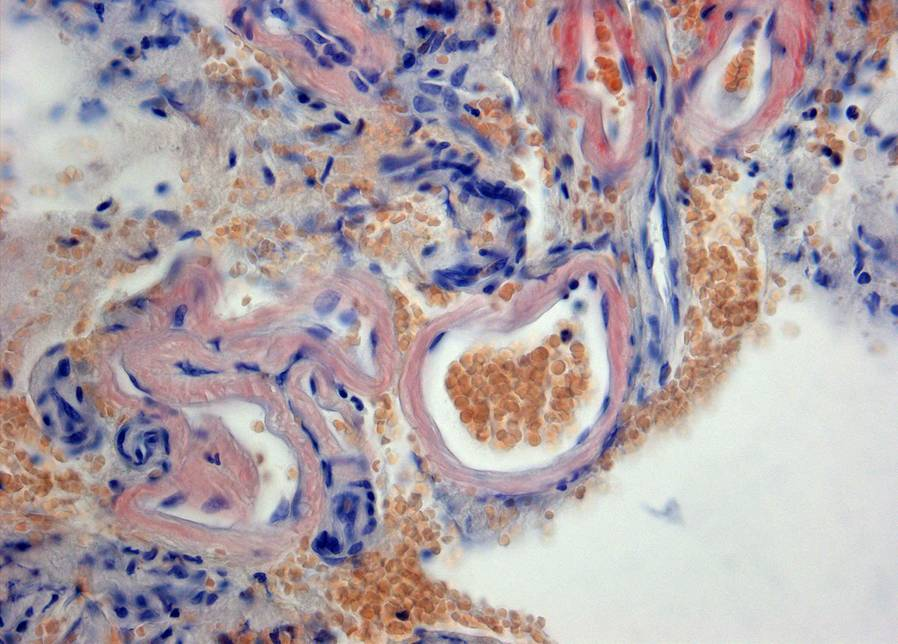
Anfärbung von Amyloid in der Wand meningealer Blutgefäße bei der zerebralen Amyloidangiopathie

## Sicherheitshinweise
Da unter reduktiven Bedingungen aus Kongorot wieder das kanzerogene Benzidin freigesetzt werden kann, gehört dieser Farbstoff, wie Benzidin selbst, zu den verbotenen Stoffen nach der Bedarfsgegenständeverordnung (BedGgstV) und darf nicht für Textil- und Ledererzeugnisse verwendet werden, die längere Zeit mit der menschlichen Haut oder der Mundhöhle direkt in Berührung kommen können (z. B. Kleidung, Bettwäsche, Handtücher, Schuhe, Handschuhe, für den Endverbraucher bestimmte Garne und Gewebe).

## Externe Links zu erwähnten Verbindungen
1. ↑  Externe Identifikatoren von bzw. Datenbank-Links zu Kongorot (freie Säure):  CAS-Nr.: 14684-01-6, PubChem: 11314, ChemSpider: 21865348, Wikidata: Q27104437.